# Heinkel He 100
Le Heinkel He 100 est un prototype d'avion militaire de la Seconde Guerre mondiale allemand.

## Historique

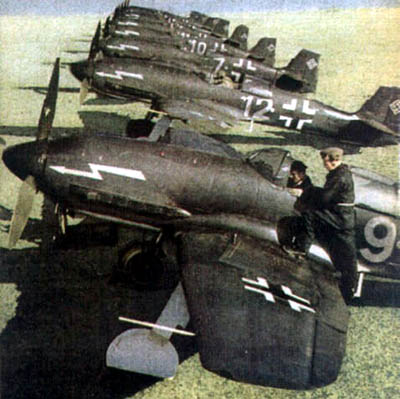
Photo de propagande mettant en scène des He 100.

Après que les autorités allemandes eurent préféré le Messerschmitt Bf 109 à son chasseur He 112, la firme Heinkel étudie un chasseur beaucoup plus rapide et obtient même d'avoir le no 100 initialement attribué à Fieseler. Cet avion s'avère plus rapide, plus efficace et moins cher que son prédécesseur. Il est doté d'un refroidissement par évaporation de surface au lieu d'un radiateur encombrant. Toutefois le Ministère de l'Aviation du Reich lui reproche sa charge ailaire élevée.
Ernst Udet établit en 1938, aux commandes du He 100 V2, un record de vitesse en circuit fermé sur 100 km avec 634 km/h.
Le He 100 V3, prototype amélioré à ailes pincées, établit en 1939, avec Hans Dieterle comme pilote d'essai, un nouveau record du monde de vitesse absolue avec 746,6 km/h.
Pourtant, cet avion ne sera construit qu'en petite série : 6 exemplaires seront vendus à l'Union soviétique et 3 au Japon. Une seule unité de défense des usines Heinkel à Rostock sera équipée de 12 Heinkel 100D-A. Cet avion servit surtout la propagande de Joseph Goebbels pour faire croire à l'existence d'un chasseur imaginaire, le Heinkel 113. Certains avaient reçu les marques d'une unité combattante imaginaire, afin de convaincre les Britanniques que cet avion était construit en grande série.

## Opérateurs
Reich allemand
 Union soviétique
 Japon